# Larry Watson
Pour les articles homonymes, voir Watson.
Larry Watson est un écrivain américain, né en 1947 à Rugby dans le Dakota du Nord (É.-U.). Il a enseigné la littérature à l'Université du Wisconsin pendant 25 ans, puis à Marquette University de 2003 jusqu'à sa retraite en 2018. Il a publié son premier roman en 1993.

## Adaptations de ses œuvres
- 2020 : Let Him Go de Thomas Bezucha, avec Kevin Costner